# Angelo Daniel
Angelo Daniel (ur. 12 października 1933 w Montebelluna) – włoski duchowny rzymskokatolicki, w latach 1997-2009 biskup Chioggii.

## Życiorys
Święcenia kapłańskie przyjął 24 czerwca 1956. 27 listopada 1997 został mianowany biskupem Chioggii. Sakrę biskupią otrzymał 13 grudnia 1997. 10 stycznia 2009 przeszedł na emeryturę.